# Luka Plantić
Luka Plantić (* 29. Oktober 1996 in Zagreb) ist ein kroatischer Boxer im Supermittelgewicht, der vom Weltverband WBC auf Platz 5 der WM-Herausforderer geführt wird (Stand: Dezember 2024). Als Amateur war er Teilnehmer der Olympischen Spiele 2020 in Tokio.
Er ist der jüngere Bruder des Boxers Damir Plantić.

## Amateurkarriere
Luka Plantić trainierte im Boxclub Solin, sein Trainer war Tomislav Bašić.
2014 wurde er im Mittelgewicht Kroatischer Jugendmeister, gewann die Goldmedaille bei den Jugend-Europameisterschaften in Zagreb, die Silbermedaille bei den Jugend-Weltmeisterschaften in Sofia und die Bronzemedaille bei den Olympischen Jugend-Sommerspielen in Nanjing.
Bei den Erwachsenen wurde er 2015, 2016 und 2017 Kroatischer Meister im Mittelgewicht, sowie 2020 und 2021 Kroatischer Meister im Halbschwergewicht. Er schied im April 2016 in der Vorrunde der europäischen Olympiaqualifikation in Samsun gegen Arjon Kajoshi aus und verlor im März 2017 im Viertelfinale der U22-Europameisterschaften in Brăila gegen Wiktar Daschkewitsch. 2019 gewann er die Balkanmeisterschaften in Antalya.
Bei der europäischen Olympiaqualifikation im März 2020 in London besiegte er Umar Dschambekow, ehe das Turnier aufgrund der COVID-19-Pandemie unterbrochen wurde. Bei der Fortsetzung der Qualifikation im Juni 2021 in Paris besiegte er noch Gor Nersesyan und Emmet Brennan, ehe er im Halbfinale nur knapp mit 2:3 gegen Benjamin Whittaker unterlag und sich somit für die Olympischen Spiele in Tokio qualifizierte.
Bei den Olympischen Spielen besiegte er im ersten Kampf Adel Alhindawi, ehe er in der zweiten Vorrunde gegen Rogelio Romero ausschied. Bei den Weltmeisterschaften 2021 in Belgrad schied er mit 2:3 gegen Aliaksei Alfiorau aus.
Im Mai 2022 gewann er eine Bronzemedaille bei der Europameisterschaft in Jerewan. Nach Siegen gegen Georgi Gutsajew und Hambardsum Hakobjan, war er im Halbfinale gegen Artem Agejew ausgeschieden.

## Profikarriere
Luka Plantić bestritt seinen ersten Profikampf 2018 in Deutschland und kehrte erst 2022 mit einem Sieg gegen Geard Ajetović in das Profilager zurück. Er steht beim deutschen Promoter Universum Box-Promotion unter Vertrag und siegte in seinem ersten Titelkampf am 17. Dezember 2022 gegen Khoren Gevor, wodurch er den Gürtel WBC International Silver im Supermittelgewicht erhielt.
Nach zwei Titelverteidigungen gewann er am 6. April 2024 den nächsthöheren Titel WBC International durch einen Sieg gegen den Briten Jack Cullen, den er 2024 jeweils gegen den Rumänen Cătălin Paraschiveanu und den Argentinier Martin Bulacio verteidigen konnte. Im Mai 2025 gewann er eine weitere Titelverteidigung gegen den Argentinier Bruno Acosta.